# أغوستين مورينو
أغوستين مورينو (بالإسبانية: Agustín Moreno)‏ هو لاعب كرة مضرب مكسيكي، ولد في 31 مارس 1967 في غوادالاخارا في المكسيك.

## وصلات خارجية
- أغوستين مورينو على موقع رابطة محترفي التنس (الإنجليزية)
- أغوستين مورينو على موقع الاتحاد الدولي لكرة المضرب (الإنجليزية)
- أغوستين مورينو على موقع كأس ديفيز (الإنجليزية)
- أغوستين مورينو على موقع خلاصة التنس.كوم (الإنجليزية)
- أغوستين مورينو على موقع اللجنة الأولمبية الدولية (الإنجليزية)
- أغوستين مورينو على موقع أوليمبيديا (الإنجليزية)